# Softverska licencija
Softverska licencija je pravna izjava ili pravni dokument kojim se utvrđuju autorska i druga prava nad uporabom, mijenjanjem, distribucijom itd. softvera, odnosno softverskih paketa.

## Primjeri slobodnih i otvorenih licencija
- GNU GPL - GNU Opća javna licencija
- GNU Licencija za slobodnu dokumentaciju
- BSD licencija
- MIT licencija

## Vanjske poveznice
- https://www.gnu.org/licenses/license-list.html